# Conversaciones de Ginebra

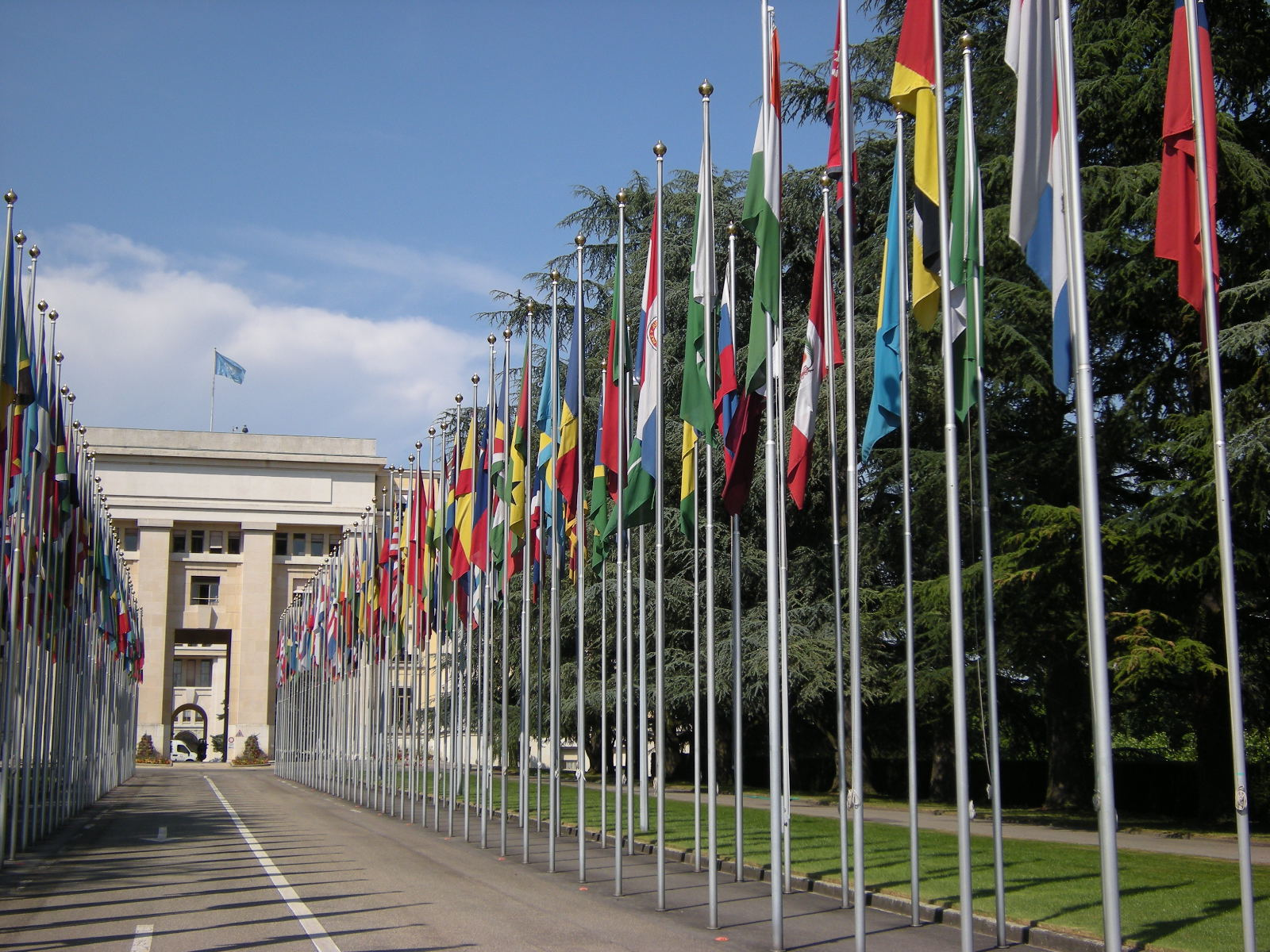
Palacio de las Naciones, el lugar donde se lleva acabó las conversaciones.

Las Conversaciones de paz de Ginebra sobre Siria, formalmente llamadas Conversaciones de Ginebra, son las negociaciones para llegar a la paz entre el gobierno de Bashar al-Ásad y la Oposición Siria bajo los auspicios de la ONU. Las nuevas conversaciones comenzaron el 23 de febrero de 2017 y están destinadas a poner punto final a la Guerra Civil Siria. Las primeras conversaciones comenzaron el 3 de marzo y pese a que no hubo avances significativos, según los medios, fueron consideradas muy exitosas en comparación a las de años anteriores.

## Preparativos
El 1 de febrero de 2017, el enviado de la Naciones Unidas, Staffan de Mistura, dijo que la fecha de la conferencia será el 20 de febrero y no el 8 de marzo como se tenía previsto. Se advirtió a la oposición siria que tenía que seleccionar una delegación, de lo contrario los ejecutores de las conferencias serían los que escogieran ellos. La declaración fue rápidamente condenada por los representantes de la oposición, entre ellos Riyad Farid Hiyab, jefe del Comité de Alto negociaciones.
El 10 de febrero, el Ministro de Asuntos Exteriores de Rusia, Serguéi Lavrov, convocó a una conferencia directa entre el gobierno y la oposición, en contraste con las conversaciones indirectas celebradas en Astaná (Kazajistán) el 23 y el 24 de enero. También pidió que el Partido de la Unión Democrática sirio participara en las conversaciones. Esta propuesta fue rechazada por Turquía. El 12 de febrero, tres funcionarios kurdos del Consejo Nacional Kurdo se unieron a los 21 miembros de la Coalición Nacional que está encabezada por Naser al-Hariri.
El 22 de febrero, un día antes de las conversaciones previstas, Staffan de Mistura dijo que la conferencia de paz se basa en la Resolución 2254 del Consejo de Seguridad de las Naciones Unidas. La resolución pedía el fin de los ataques contra la población civil, la exclusión del Estado Islámico de Irak y el Levante y el Frente al-Nusra, el establecimiento de una sociedad multiétnica que incluye a todos los grupos étnicos y religiosos que se encuentran en Siria, la creación de una nueva constitución, y la realización de una elección libre y democrática dentro de 18 meses.

## Participantes
- Naciones Unidas
- Siria
- Oposición Siria
  - Coalición Nacional para las Fuerzas de la Oposición y la Revolución Siria
    - Consejo Nacional Kurdo

## Conversaciones

### 23 de febrero
La conferencia comenzó oficialmente el 23 de febrero de 2017. Los representantes de la oposición llegaron tarde debido a algunos desacuerdos con otros grupos opositores.

### 25 de febrero
El 25 de febrero el grupo terrorista Tahrir al-Sham atacó la principal base militar siria en Homs, matando a docenas de personas, entre ellos a altos jefes de seguridad. En respuesta, un barrio controlado por los rebeldes fue bombardeado por la Fuerza Aérea Siria, y más de 50 civiles resultaron heridos. La ONU condenó ambos ataques y los llamó "intentos deliberados" para detener las negociaciones en Ginebra.

### 3 de marzo
Las primeras conversaciones concluyeron oficialmente el 3 de marzo, logrando un pequeño pero significativo avance, las próximas negociaciones se realizarán en Astaná el 14 de marzo.

### 23 de marzo
El 23 de marzo se llevarán adelante nuevas conversaciones en Ginebra donde se buscará la transición diplomática de Siria.